# سيمون يو
سيمون يِو (بالإنجليزية: Simon Yeo)‏ (10 أكتوبر 1973 بستوكبورت في المملكة المتحدة - ) هو لاعب كرة قدم بريطاني في مركز الهجوم. لعب مع أردز وماكليسفيلد تاون ونادي بوري ونادي كوليرين ونادي هايد إف سي ونادي تشستر سيتي وCurzon Ashton F.C. ‏ وNew Mills A.F.C. ‏ ولينكولن سيتي أف سي ونادي بيتربورو يونايتد ونادي هاروجيت تاون وAtherton Collieries A.F.C. ‏ وDroylsden F.C. ‏ وNew Zealand Knights FC ‏.

## وصلات خارجية
- سيمون يو على موقع قاعدة بيانات كرة القدم.إي يو (الإنجليزية)
- سيمون يو على موقع Soccerbase.com (لاعب) (الإنجليزية)